# Stanley Kwan
Stanley Kwan (en chino tradicional, 關錦鵬; en chino simplificado, 关锦鹏; 9 de octubre de 1957) es un director de cine, productor y actor de Hong Kong.

## Biografía
Kwan trabajó para la TVB después de graduarse en comunicación en el Hong Kong Baptist College. Su primer film Women (1985), protagonizado por Chow Yun-fat, fue un gran éxito de taquilla.
Las películas de Kwan a menudo tratan con simpatía la difícil situación de las mujeres y sus luchas con los asuntos románticos del corazón. Rouge (1987), Full Moon in New York (1989), Center Stage (1992), una biopic de la estrella de cine mudo Ruan Lingyu y Everlasting Regret (2005), son una muestra de ello. Red Rose White Rose (1994) es una adaptación de la novela de Eileen Chang. El film fue presentado en el Festival Internacional de Cine de Berlín de 1995. Su film de 1998 Hold You Tight ganó el Premio Alfred Bauer y el Premio Teddy en el Festival de Berlín.
Kwan afrontó la homosexualidad en 1996 Yang ± Yin, su documental que analiza la historia del cine en idioma chino a través del prisma de los roles de género y la sexualidad. Es uno de los pocos directores abiertamente homosexuales en Asia y uno de los pocos que ha tratado estos temas. Su film de 2001 Lan Yu (2001) adapta el romance gay originalmente publicada en Internet.

## Filmografía
- Women (1985)
- Love Unto Waste (1986)
- Rouge (1987)
- Full Moon in New York (1989)
- Too Happy for Words (1992)
- Center Stage, a.k.a. The New China Woman or Actress (1991)
- Red Rose White Rose (1994)
- Yang ± Yin: Gender in Chinese Cinema (1996)
- Hold You Tight (1997) (Teddy Award in 1998)
- Still Love You After All These (1997)
- The Island Tales (1999)
- Lan Yu (2001)
- Everlasting Regret (2005)
- Showtime (2010)

## Premios y distinciones
Festival Internacional de Cine de Venecia
| Año  | Categoría      | Película           | Resultado |
| ---- | -------------- | ------------------ | --------- |
| 2005 | Premio abierto | Everlasting Regret | Ganador   |